# Петровац-на-Мору
Пе́тровац (полное название Пе́тровац-на-Мо́ру, черног. Петровац/Petrovac, Petrovac na Moru) — курортный город в Черногории, расположен в 17 километрах от Будвы.

## История
Населённый пункт под названием Ластва упоминается ещё в XII веке. О богатом историческом прошлом свидетельствуют сохранившиеся римские мозаики (конца IV — начала III века до н. э.), церкви Св. Фомы (sv. Tome), Св. Ильи (sv. Ilije) и Св. Вида (sv. Vida), крепость Кастелло (Kastelo) и стены лазарета. Также представляют интерес церковь Святого креста (crkva sv. Krsta) XIV века, расположенная над Петровцом в посёлке Новоселье (Novoselje) по дороге в Подгорицу, и монастырь Градиште (Gradiste) в соседней деревне Булярице.
В XVI веке господство над посёлком установила Венецианская республика. В конце XVIII — начале XIX века на руинах селения возникает городок Кастел-Ластва, лишь в XX веке получивший современное название Петровац в честь сербского короля Петра I Карагеоргиевича.

## Туризм
Петровац — курортный городок Будванской ривьеры, расположенный в бухте в форме подковы с песчаным пляжем. Он также является административным и культурным центром, где есть почтовое отделение, медицинский центр, начальная школа, художественная галерея, кинотеатр и библиотека.
Воздух города считается чистым и целебным, поскольку Петровац окружают оливковые и хвойные рощи. Здесь произрастают и многие другие виды южных деревьев и растений: лимоны, мандарины, инжир, киви, виноград, олеандр и пальмы.
Вдоль набережной, на которую закрыт доступ автомобилям, расположено множество отелей, ресторанов и кафе, сувенирных магазинчиков (в тёплый сезон), баров, булочных, кондитерских, пиццерий. В городе ещё есть рынок (зимой не работает) и пара магазинов Voli.
В конце набережной находится пирс для яхт и рыбацких лодок, защищённый природной стеной от волн и западных ветров. В летний сезон отсюда отходят экскурсионные паромы.
Паркинг в городе разрешён только на автобусной станции, около футбольного стадиона и возле нескольких апартаментов.

## Достопримечательности
К достопримечательностям города относятся римские мозаики, а также небольшие острова — Святого Воскресенья (черног. Svete Nedelje) и Катич. На острове Святого Воскресенья расположена одноимённая церквушка, которая, по преданию, оберегает местных моряков. Каждый день с городского пляжа отправляются экскурсии к островам на каяках, с посещением церкви, пещер и снорклингом. Интерес представляет венецианская крепость «Кастелло», с верхней террасы которой открывается вид на весь город. Неподалёку от Петроваца расположен один из самых значимых монастырей в Черногории и в православном мире — комплекс «Градиште».

## Галерея
- Панорама бухты Петроваца, острова Святой Недели и Катич.
- Острова Св. Недели и Катич
- Венецианская крепость «Кастелло»
- Петровац
- Вид на петровацкий пляж
- Панорама города